# Episodi di Jurassic World - Teoria del caos (prima stagione)
La prima stagione della serie animata Jurassic World - Teoria del caos, composta da 10 episodi, è stata interamente pubblicata sul servizio di streaming on demand Netflix il 24 maggio 2024.
| nº | Titolo originale         | Titolo italiano           | Pubblicazione  |
| -- | ------------------------ | ------------------------- | -------------- |
| 1  | Aflershock               | Assestamento              | 24 maggio 2024 |
| 2  | Rest Stop                | Stazione di servizio      | 24 maggio 2024 |
| 3  | Down on the Ranch        | Giù al ranch              | 24 maggio 2024 |
| 4  | Brothers                 | Fratelli                  | 24 maggio 2024 |
| 5  | Halfway Home             | Istituto di reinserimento | 24 maggio 2024 |
| 6  | Free Fall                | Caduta libera             | 24 maggio 2024 |
| 7  | That Night               | Quella notte              | 24 maggio 2024 |
| 8  | The Drop                 | La consegna               | 24 maggio 2024 |
| 9  | Into the Fog             | Nella nebbia              | 24 maggio 2024 |
| 10 | The End of the Beginning | La fine dell'inizio       | 24 maggio 2024 |

## Assestamento
- Titolo originale: Aftershock
- Diretto da: Michael Mullen
- Scritto da: Scott Kreamer

### Trama
Sei anni dopo essere fuggito dall'Isla Nublar, Darius Bowman, sentendosi in colpa per la povera Brooklynn, lavora con il dipartimento della fauna preistorica per inseguire un allosauro mezzo cieco che ha causato l'incidente e non riesce a catturarlo dopo che quest'ultimo ha attaccato un pachyrhinosauro. Di notte, allo chalet, si riunisce con Ben Fitzgerald Pincus che gli rivela che la morte di Brooklynn non è un incidente e che qualcuno li sta seguendo, poiché da un po' di tempo riceveva messaggi miniatori molto sospetti sul Dark Jurassic. Ben cerca di spiegare ulteriori dettagli ma secondo Darius lui sta esagerando quando inaspettatamente un branco di feroci e pericolosi atrociraptor li attacca superando il sistema di sicurezza.

## Stazione di servizio
- Titolo originale: Rest Stop
- Diretto da: Zesung Kang
- Scritto da: Bethany Armstrong Johnson

### Trama
Dopo essere fuggiti dagli atrociraptor, Darius e Ben decidono di raggiungere il Texas dove vive Sammy Gutierrez. Tuttavia, Ben si sentiva paranoico nei confronti degli inseguitori mentre si fermavano alla stazione di servizio per fare rifornimento. All'improvviso, un giovane nasutoceratops si intrappola nella stazione di servizio e potrebbe causare un'esplosione. Darius e Ben liberano con successo il giovane e spengono l'incendio. Darius e Ben proseguono per visitare Sammy ignari che l'inseguitore li sta seguendo.

## Giù al ranch
- Titolo originale: Down on the Ranch
- Diretto da: Dan Forgione, Zesung Kang
- Scritto da: Travis Gunn

### Trama
Darius e Ben arrivano alla fattoria di Sammy e si riuniscono con la ragazza, la quale tiene al sicuro il loro amico ankylosauro Bumpy, ormai adulta, dopo la caduta della Mantah Corp. Dopo aver espresso la sua situazione: la sua preoccupazione che Yasmina "Yaz" Fadoula voglia lasciarla, i suoi genitori che non le parlano più e la tragica perdita di Brooklynn, Sammy ammette che sta cercando di distrarsi dalla realtà e concentrarsi sul suo stile di vita. Darius e Ben spiegano che la morte della loro amica è stato organizzata e Sammy scopre nel giaccone di Brooklynn una mappa che segna un punto che ha visto poco prima di essere uccisa. Gli atrociraptor arrivano e i tre fuggono rapidamente lasciando Bumpy a badare a sé stessa.

## Fratelli
- Titolo originale: Brothers
- Diretto da: Michael Mullen
- Scritto da: Sara Karimipour

### Trama
Dopo aver assistito al trasporto di dinosauri da parte di DPW con Darius testimone della cattura dell'Allosauro, i tre arrivano a casa di Kenji Kon e si rincontrano con il loro amico, che tuttavia non è in buoni rapporti con Darius dopo l'incidente. I tre rivelano la mappa a Kenji e apprendono che Brooklynn era andata a far visita a Daniel Kon, agli arresti domiciliari, senza informare Kenji, che si era rifiutato di fargli visita. Essendo preoccupati per Yaz, Ben e Sammy decidono di raggiungerla, lasciando Darius e Kenji da soli, in modo che possano chiarirsi. Dopo essere salito in cima alla scogliera dove Kenji ha rotto con Brooklynn, Darius esprime a Kenji come si senta in colpa per quanto accaduto a Brooklynn. Con riluttanza, Kenji decide di andare da suo padre per avere delle risposte. Nel frattempo, Bumpy viene catturata da DPW.

## Istituto di reinserimento
- Titolo originale: Halfway Home
- Diretto da: Robert Briggs, Zesung Kang
- Scritto da: Nick "Rocket" Rodriguez

### Trama
Mentre Ben e Sammy viaggiano per visitare Yaz, i due, fermatisi in un mini Jurassic Word, vedono tre stygimoloch maltrattati dal loro conduttore e decidono di liberarli. Darius e Kenji fanno visita a Daniel Kon e lo interrogano su Brooklynn. Durante una conversazione privata su una questione di famiglia, Daniel propone a Kenji uno scambio: accettare la sua eredità e ripristinare il nome di Kon, in cambio delle informazioni su Brooklynn. Kenji in un primo momento accetta, ma poi rifiuta perché stanco delle macchinazioni di suo padre. Avendo realizzato il suo errore, Daniel racconta a Darius e Kenji del suo incontro con Brooklynn: era venuta per indagare sul traffico illegale di dinosauri e su come farsi coinvolgere. Improvvisamente, il sistema di sicurezza del centro viene interrotto e un branco di tre atrociraptor, comandato dal loro allenatore, li attacca. Daniel Kon sacrifica la propria vita permettendo a suo figlio Kenji e Darius di scappare, dopo essersi pentito di non essere stato un padre giusto. I due, di colpo, vengono fatti salire a bordo di un'auto che li porta in salvo.

## Caduta libera
- Titolo originale: Free Fall
- Diretto da: Dan Forgione
- Scritto da: Travis Gunn

### Trama
All'arrivo in un campus dove non ci sono dinosauri, Ben e Sammy si riuniscono con Yaz, che soffre di disturbo da stress post-traumatico dopo che i dinosauri sono arrivati sulla terraferma. Quest'ultima rivela il progetto a cui stava lavorando: un ologramma per aiutare chi ha paura dei dinosauri, ma senza che essi siano veramente presenti. Dopo aver rivelato l'amara verità dietro l'improvvisa morte di Brooklynn, Yaz preferirebbe restare al sicuro sull'isola nonostante il loro avvertimento. Sammy esprime il suo disappunto per il fatto che Yaz abbia bloccato il suo contatto, ma Yaz le spiega che si è allontanata perché Sammy la trattava come se fosse fatta di vetro, mentre lei voleva dimostrarle il contrario. Le due litigano e alla fine Sammy si allontana. Nel frattempo, un esemplare di becklespinax è riuscito a entrare nel campus e li raggiunge, costringendoli a scappare verso l'entrata col furgone di Ben. Qui, arriva anche il DPW che, dopo aver rilasciato un secondo esemplare di becklespinax, impedisce la fuga ai tre amici. Due agenti del DPW sparano alle ruote del furgone dei ragazzi, bloccandolo sul ponte, mentre i due dinosauri lo colpiscono da tutte le parti fino a spingerlo in acqua. 

## Quella notte
- Titolo originale: That Night
- Diretto da: Michael Mullen
- Scritto da: Sara Karimipour

### Trama
Dopo essere caduti dal ponte, Yaz, Ben e Sammy affondano intrappolati nel furgone. Riescono fortunosamente ad uscire dalla loro tomba d'acqua lasciando affondare il veicolo di Ben. Dalla riva sentono i rumori degli agenti DPW che cercano di elettrificare e sedare un esemplare di becklespinax per trasportarlo, così pianificano nascondendosi nel camion, che subito dopo parte. Intanto, in auto con Darius, Kenji, addolorato per la perdita del suo pentito padre Daniel, ha un attacco di panico e Darius fa fermare l'auto per calmare l'amico. Risaliti sul veicolo, Darius riconosce l'autista che li ha salvati dall'atrociraptor: si tratta di Mateo il camionista del DPW che era presente la notte in cui Brooklynn morì. Questi spiega loro cosa accadde: lui lavorava come camionista per il DPW e trasportava dinosauri da un luogo all'altro e talvolta, per mantenere la sua famiglia, faceva delle consegne non ufficiali che gli venivano chieste da misteriosi personaggi che lo pagavano molto bene. La notte del fatto, aveva ricevuto l'ordine di portare il dinosauro in quel luogo, ma stranamente non si era presentato nessuno per il ritiro dell'animale. Sceso dal veicolo, si era accorto che il dinosauro non era stato sedato come al solito. Inoltre, il sistema di sicurezza del camion si stava sbloccando automaticamente, permettendo all'animale irrequieto di uscire. Impaurito, si era nascosto tra i cespugli nel bosco e da lì vide il dinosauro inseguire una ragazza comparsa all'improvviso sul luogo. Poi seppe che si chiamava Brooklynn. Sentì la ragazza urlare mentre fuggiva dalla belva, poi un ultimo grido e il silenzio. Dopo qualche minuto, andò a vedere e vide una pozza di sangue sulla strada e il telefono della giovane a terra. Spaventato, Mateo raccolse il telefono di Brooklynn, ma per non far sapere che il dinosauro lo aveva portato lui, aveva taciuto la cosa alle autorità e a Darius, sopraggiunto anche lui quella notte. Tutti pensavano che Mateo fosse lì per caricare l'animale per conto della DPW. In seguito, sentendosi responsabile della morte della ragazza aveva smesso di lavorare per il dipartimento.
Ora non se la sente più di convivere con questo senso di colpa e decide di consegnare a Darius e Kenji il telefono di Brooklynn. Kenji prova inutilmente a sbloccare il telefono, ma il codice è cambiato. Darius lo conosce e con sorpresa di Kenji lo sblocca. I due scoprono che la ragazza aveva una casa segreta in Colorado, a poca distanza dal punto in cui stanno viaggiando. Mateo li porta là. Dopo essersi separati da lui, Darius e Kenji entrano nell'appartamento, vedono un portatile acceso con il sito web Dark Jurassic con date e luoghi di consegna di dinosauri e nell'armadio trovano una borsa piena di contanti e un biglietto firmato D.K. (forse Daniel Kon?). Tutto questo li fa diventare molto sospettosi nei confronti di Brooklynn.

## La consegna
- Titolo originale: The Drop
- Diretto da: Robert Briggs, Zesung Kang
- Scritto da: Nick "Rocket" Rodriguez

### Trama
Yaz, Ben e Sammy, nascosti sul camion accanto al dinosauro sedato, arrivano al quartier generale della DPW, dove vedono l'imponente recinzione con all'interno decine di dinosauri. Usciti dal camion, vengono scoperti proprio dal direttore regionale, Dudley Cabrera, nonché capo di Darius, che li invita a seguirli pacificamente. I ragazzi non si fidano di lui, visto che sta segretamente lavorando con i contrabbandieri. Dopo averlo atterrato e avergli sottratto un mazzo di chiavi, i tre scappano verso il magazzino e lì trovano Bumpy rinchiuso in uno dei container, ma non sono in grado di liberarla e vengono individuati dalla sicurezza, così le ragazze si separano da Ben e si fanno inseguire dalla guardia, che spara verso di loro diversi colpi senza mai prenderle. Yaz e Sammy salgono su una delle auto parcheggiate e anche la guardia fa lo stesso. Durante l'inseguimento, decidono di sfondare uno dei cancelli della recinzione e alla fine l'auto dell'inseguitore finisce in un laghetto, dove l'agente, senza più proiettili, viene ucciso dai dinosauri. Nel frattempo, Ben, che non è riuscito a liberare Bumpy in tempo, si intrufola nel camion di contenimento che lo sta per trasportare, seguito a distanza da Yaz e Sammy. Intanto, Darius e Kenji riescono ad individuare il punto di consegna dove la DPW farà uno scambio a mezzanotte e lasciano l'appartamento di Brooklyn per dirigersi là in moto. Giunti sul posto, durante l'attesa, Darius e Kenji esaminano il telefono di Brooklynn, con numerosi messaggi vocali di Darius inviati alla ragazza dopo la sua morte. Questi è così costretto a confessare di essersi innamorato di lei quando è venuta a stare da lui dopo la rottura con Kenji, ma che tra loro non è mai successo niente. Esaminando poi l'ultimo messaggio video di Brooklynn, mai inviato e risalente al giorno in cui morì, i due ragazzi scoprono che quella notte stava aspettando Darius e lui non c'era. Il video si interrompe quando Brooklynn è costretta a fuggire dal dinosauro che poi l'avrebbe uccisa. I due amici sono sconsolati e restano in silenzio, vicini, poi, assistono all'arrivo dei due autisti di camion della DPW che, nel buio della notte, spostano un baryonyx da un veicolo all'altro. Darius e Kenji decidono quindi di seguire il camion dei possibili acquirenti e si infilano i caschi.

## Nella nebbia
- Titolo originale: Into the Fog
- Diretto da: Dan Forgione
- Scritto da: Annie Arjarasumpun

### Trama
Ben è sul camion accanto a Bumpy, che sembra gravemente ammalata, mentre Yaz e Sammy li seguono nella fitta nebbia e a fari spenti fino a destinazione, dove giungono in moto anche Kenji e Darius, seguendo un altro camion. Tutti i Sei di Nublar arrivano a un molo e in modi diversi si intrufolano nel magazzino, sfuggendo agli addetti intenti al carico dei container sulle navi, fino a ritrovarsi finalmente insieme e abbracciarsi vicino a Bumpy, che sembra moribonda. Appare subito chiaro a tutti che il DPW sta segretamente contrabbandando dinosauri in tutto il mondo, su container etichettati con "Animale deceduto". Trovano anche l'allosauro mezzo cieco che inseguiva Brooklynn la notte in cui morì. Kenji espone agli altri il suo sospetto che Brooklynn stesse usando i soldi di Daniel Kon per comprare un allosauro. Ben, temendo di perdere Bumpy, chiede al gruppo di aiutare Bumpy. Con sorpresa, Sammy scopre che Bumpy non è malata, ma semplicemente gravida e faticava a deporre il suo primo uovo, spiegando anche perché andasse sempre nella proprietà di Carl quando era al ranch. L'uovo finalmente viene espulso e tutti sono sollevati e felici per Bumpy. Ma la loro eccitazione viene interrotta quando Dudely Cabrera li scopre e li mette all'angolo armato di pungolo elettrico.

## La fine dell'inizio
- Titolo originale: The End of the Beginning
- Diretto da: Michael Mullen
- Scritto da: Bethany Armstrong Johnson

### Trama
Cabrera rivela di aver inviato l'allosauro solo per spaventare la povera Brooklynn, che si stava impicciando troppo nei suoi affari. Non sa nulla dei tre atrociraptor e non vuole uccidere nessuno, a patto che Darius torni a lavorare per il dipartimento. Ben non ci sta e lo attacca, ma viene colpito da una scossa elettrica e cade a terra. Interviene Sammy che con un calcio volante colpisce Cabrera disarmandolo. I ragazzi cercano di scappare, ma le porte del magazzino sono tutte chiuse. Improvvisamente, si apre la serranda principale ed entra la misteriosa donna che controlla gli atrociraptor e li scaglia su Cabrera, che nel frattempo si era rimesso in piedi. I ragazzi, nascosti, assistono alla sua uccisione e capiscono che la donna lavora per qualcuno noto come "il broker", che ha usato Cabrera solo per allevare dinosauri. La donna poi si accorge dei Sei di Nublar, chiude il magazzino e li fa circondare dai suoi raptor. I ragazzi vengono salvati dall'arrivo tempestivo di Mateo, che con un camion sfonda la serranda e stordisce i tre animali e la donna, poi aiuta i ragazzi ad uscire. Nel caos, vengono liberati diversi dinosauri, tra cui il T-Rex Big Eatie, che riesce a stordire i feroci atrociraptor insieme dell'allosauro, dopo che Darius lo ha liberato. Con l'arrivo delle autorità all'orizzonte, la donna richiama i suoi raptor ormai gravemente feriti e si ritira, ma gli uomini nell'ombra che lavorano per il Broker si imbarcano con diverse uova su una nave mercantile pronta a salpare. Lasciando Mateo a raccontare alle autorità ciò che è successo e a occuparsi dei dinosauri rimasti, il resto dei Sei di Nublar decide di salire a bordo della nave per trovare e fermare il Broker una volta per tutte e ottenere risposte. Il vecchio capo di Darius, Ronnie, mentre fa una pausa, invia l'articolo sulla morte di Cabrera a un utente sconosciuto di Dark Jurassic, che si rivela essere Brooklynn. La ragazza è ancora viva, anche se purtroppo ha perso la mano sinistra. Ha tagliato i capelli e ha creato una commissione investigativa sul giro di contrabbando.